# Martin Knoeri
Pour les articles homonymes, voir Knoeri.
Martin Knoeri, né le 5 mai 1966 à Zweisimmen, est un skieur alpin suisse qui a mis fin à sa carrière sportive à la fin de la saison 1994.

## Coupe du Monde
- Meilleur classement final : 43e en 1991.
- Meilleur résultat : 5e.

## Sources
- Ski DB, « Martin Knoeri SUI » (consulté le 22 novembre 2007)